# Cavelossim
Cavelossim är en ort i Indien.   Den ligger i distriktet South Goa och delstaten Goa, i den sydvästra delen av landet, 1 500 km söder om huvudstaden New Delhi. Cavelossim ligger 7 meter över havet och antalet invånare är 11 983.
Terrängen runt Cavelossim är platt åt nordost, men åt sydost är den kuperad. Havet är nära Cavelossim västerut. Runt Cavelossim är det tätbefolkat, med 881 invånare per kvadratkilometer. Närmaste större samhälle är Madgaon, 11,5 km norr om Cavelossim.